# Mesoplophora pusilla
Mesoplophora pusilla är en kvalsterart som beskrevs av Schuster 1962. Mesoplophora pusilla ingår i släktet Mesoplophora och familjen Mesoplophoridae. Inga underarter finns listade i Catalogue of Life.